# Sirovine
Sirovine (en serbe cyrillique : Сировине) est un village de Bosnie-Herzégovine. Il est situé sur le territoire de la ville d'Istočno Sarajevo, dans la municipalité d'Istočni Stari Grad et dans la république serbe de Bosnie. Selon les premiers résultats du recensement bosnien de 2013, il ne compte plus aucun habitant.
Avant la guerre de Bosnie-Herzégovine, le village faisait partie de la municipalité d'Ilijaš ; après la guerre et à la suite des accords de Dayton, il a été rattaché à la municipalité d'Istočni Stari Grad, intégrée dans la république serbe de Bosnie.

## Démographie

### Évolution historique de la population dans la localité
| 1948 | 1953 | 1961 | 1971 | 1981 | 1991 | 2013 |
| ---- | ---- | ---- | ---- | ---- | ---- | ---- |
| -    | -    | 159  | 142  | 111  | 103  | 0    |

|  |